# Harry Potter e i Doni della Morte - Parte 1 (colonna sonora)
Harry Potter e i Doni della Morte - Parte 1 (Harry Potter and the Deathly Hallows, Part 1: Original Motion Picture Soundtrack) è la colonna sonora del film Harry Potter e i Doni della Morte - Parte 1, composta da Alexandre Desplat. L'uscita della colonna sonora è stata fissata in contemporanea con l'uscita del film, ovvero a novembre 2010.

## Sviluppo
Dopo che Yates volle Nicholas Hooper come autore delle musiche de Il principe mezzosangue, nell'agosto 2007, John Williams, compositore dei primi tre film della saga, si è dichiarato speranzoso di tornare per i due capitoli finali. Nel luglio 2009, il produttore David Heyman colloquiò con Williams dell'eventualità di un suo ritorno, riportando successivamente che il compositore sarebbe stato disponibile a tornare qualora le date di lavorazione del film biparte avessero coinciso con il suo calendario lavorativo.
In favore di Williams, si espresse anche Hooper, secondo il quale lavorare alla serie lo aveva spesso stancato; e che ha sempre ammirato il compositore per le sue opere musicali con cui ha inaugurato la serie, ragion per cui avrebbe dovuto essere lui a terminarla. Alcuni giorni dopo l'espressione di simpatia verso il precedente compositore, Hooper conferma in un'intervista per IF Magazine d'aver deciso di non partecipare agli ultimi due film preferendo lasciare il posto a qualcun altro:
Radcliffe ha dichiarato che avrebbe voluto il gruppo islandese Sigur Rós a comporre le musiche per la maestosità usata dalla banda e, - per lui - sarebbe epico e magico sentire una base fatta da loro con chitarra accompagnata dall'archetto del violino; ha citato inoltre i dischi OK Computer e Amnesiac del gruppo Radiohead come possibile parte integrante della colonna sonora nelle sequenze in cui a Harry è richiesto un atteggiamento tenebroso, dichiarando come sia "quasi strano" che alcuni brani siano così adeguati a certe situazioni del film biparte, The Holy Bible dei Manic Street Preachers e The Lost Riot degli Hope of the States perché molto simili fra loro per il materiale:
La cantante Mary Epworth, celebre nel campo della musica folk rock, aveva menzionato a un suo coinvolgimento nel film biparte, forse per esibirsi al matrimonio di Bill e Fleur.
La canzone "O Children", di Nick Cave and the Bad Seeds, fa parte del film nella scena in cui Harry e Hermione danzano nella tenda dopo la (temporanea) defezione di Ron, ma non è inclusa nell'album della colonna sonora. 
Nel gennaio 2010 viene data notizia dal Film Score Daily che il compositore Alexandre Desplat, noto per le musiche di Il curioso caso di Benjamin Button e La bussola d'oro, è stato ingaggiato per realizzare la colonna sonora della prima parte de I Doni della Morte.
Desplat è stato poi riconfermato dalla Warner Bros. per la composizione della colonna sonora della seconda parte del capitolo.

## Tracce
Le tracce del disco sono le seguenti:
1. Obliviate – 3:00
2. Snape to Malfoy Manor – 1:58
3. Polyjuice Potion – 3:32
4. Sky Battle – 3:48
5. At the Burrow – 2:35
6. Harry and Ginny – 1:43
7. The Will – 3:39
8. Death Eaters – 3:14
9. Dobby – 3:48
10. Ministry of Magic – 1:46
11. Detonators – 2:23
12. The Locket – 1:52
13. Fireplaces Escape – 2:53
14. Ron Leaves – 2:35
15. The Exodus – 1:37
16. Godric's Hollow Graveyard – 3:15
17. Bathilda Bagshot – 3:54
18. Hermione's Parents – 5:50
19. Destroying the Locket – 1:10
20. Ron's Speech – 2:16
21. Lovegood – 3:27
22. The Deathly Hallows – 3:17
23. Captured and Tortured – 2:56
24. Rescuing Hermione – 1:50
25. Farewell to Dobby – 3:43
26. The Elder Wand – 1:36

Tracce bonus nella versione iTunes
1. Voldemort – 4:18
2. The Dumbledores – 2:09
3. Bellatrix – 2:11
4. Making of the Soundtrack (Video) – 3:50

CD bonus nell'edizione limitata
1. Voldemort – 4:18
2. Grimmauld Place – 2:13
3. The Dumbledores – 2:09
4. The Tale of the Three Brothers – 1:53
5. Bellatrix – 2:11
6. My Love Is Always Here – 3:05

## Classifiche
| Classifica (2010)            | Posizione massima |
| ---------------------------- | ----------------- |
| Stati Uniti (colonne sonore) | 4                 |
| Stati Uniti (independent)    | 6                 |